# Famille Andreani
La famille Andreani (ou Andriani) était une famille noble milanaise, originaire de la région de Côme.

## Histoire

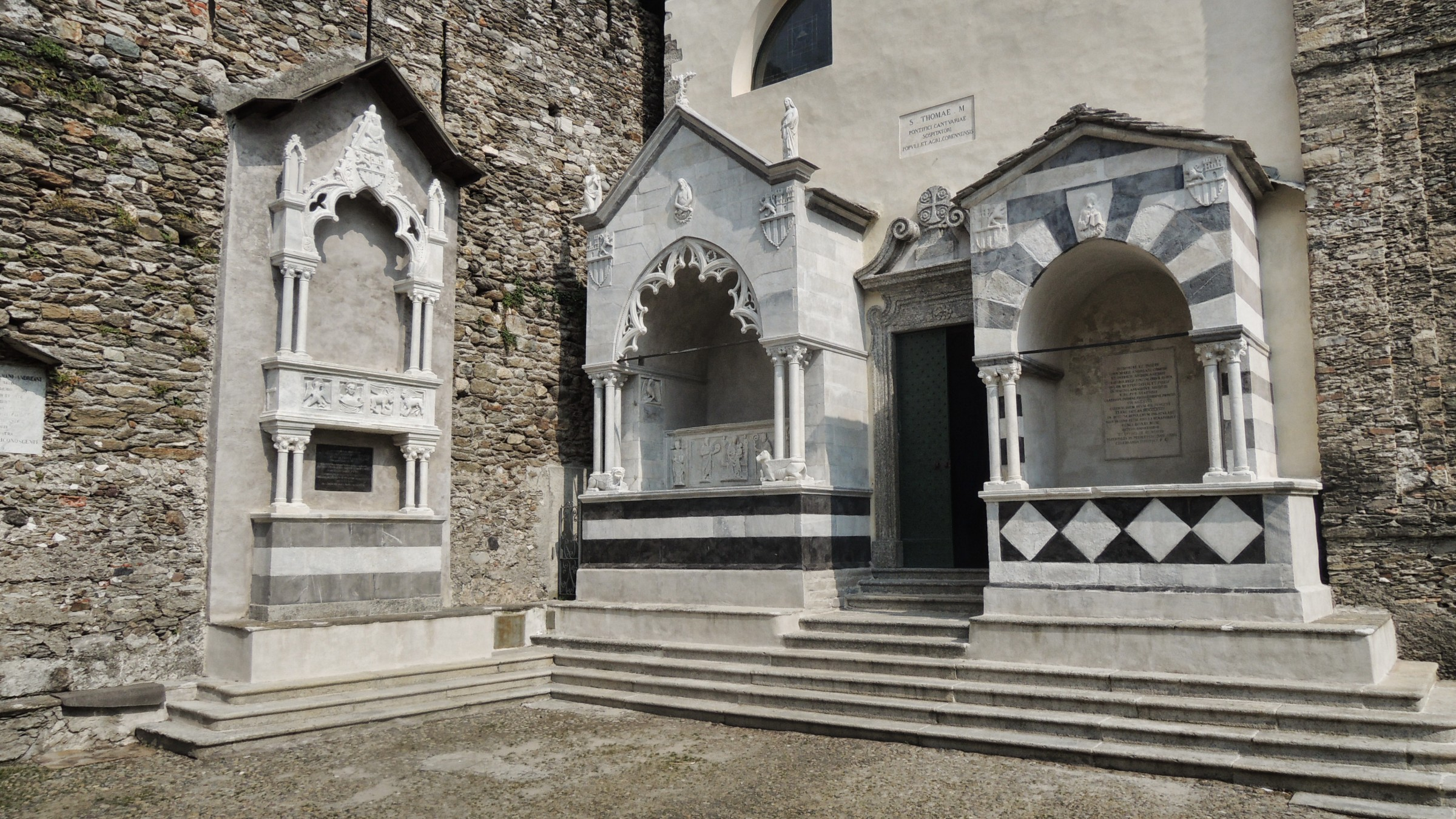
Tombes des Andreani (XIVe siècle) dans la paroisse de Corenno, fief ancestral de la famille.

Le premier membre notable de la famille Andreani fut un certain Fossato, déjà seigneur féodal de Corenno (près de Dervio), sur le lac de Côme en 1271. La famille était encore présente dans la région de Côme au XIVe siècle lorsqu'Andrea, entre 1384 et 1389, fut chargé de rédiger les statuts municipaux de Corenno, puis de Dervio. Cristoforo, au XVe siècle, fut nommé vicaire de Valsassina.
À partir du XVIIe siècle, plusieurs membres de la famille entreprirent des études de médecine auprès de personnalités telles que Girolamo (mort en 1703), enterré avec un monument grandiose dans l'église de Corenno, Giovanni Antonio (né en 1665) qui fut « physicien collégial » du XII di Provvisione dans le gouvernement milanais et son fils Girolamo (1700-1775) qui fut le premier à s'installer à Milan où il fut nommé « physicien général » du duché.

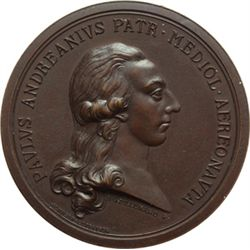
Paolo Andreani, médaille de célébration des aéronautes, Andreani d'un côté et son ballon de l'autre.

Paolo (1706-1772), frère de Girolamo, s'installa avec lui à Milan où il étudia le droit, devint avocat fiscaliste et fut nommé plus tard capitaine de justice et sénateur. Devenu podestat de Crémone, il obtint le titre de comte en 1748. En 1752, il épousa la comtesse milanaise Cecilia Sormani, avec qui il eut, entre autres, Gian Mario (1760-1830) et Paolo (1763-1823). Paolo perpétua la tradition scientifique familiale, se distinguant surtout comme voyageur et explorateur. Il fut le premier en Italie à effectuer un voyage à bord d'une « machine aérostatique » (la montgolfière moderne), récemment inventée en France par les frères Montgolfier. Ces exploits, parmi d'autres, lui valurent d'être admis à la Royal Society de Londres.
À la mort de Gian Mario en 1830, la branche milanaise de la famille Andreani s'éteignit. Sans héritier, il légua tous ses biens et son nom de famille à son cousin Giuseppe Sormani Giussani, qui changea alors son nom de famille en Sormani Andreani. Le reste des biens de la famille passa à la congrégation des Barnabites. Lorsque la congrégation fut définitivement dissoute, les biens (conformément à son testament, sous réserve) passèrent à l'orphelinat dépendant de l'église San Pietro in Gessate, géré par sa famille.
Les Andreani se serait dispersé en Lombardie et en Toscane par la suite.

## Présence en Corse
Le nom de famille Andreani est répandu en Corse, sa trace vient de Lombardie et de Toscane, dont il est fort possible qu'ils soient liés. Le nom est apparu pour la première fois à Bastia au XVIIIe siècle, il est donc possible qu'un membre s'y soit installé et reproduit.

## Membres notables
- Andrea Andreani (1541-1623), graveur lombard.
- Paolo Andreani (1763-1823), naturaliste, physicien, explorateur et aérostier italien.